# Vrbovski

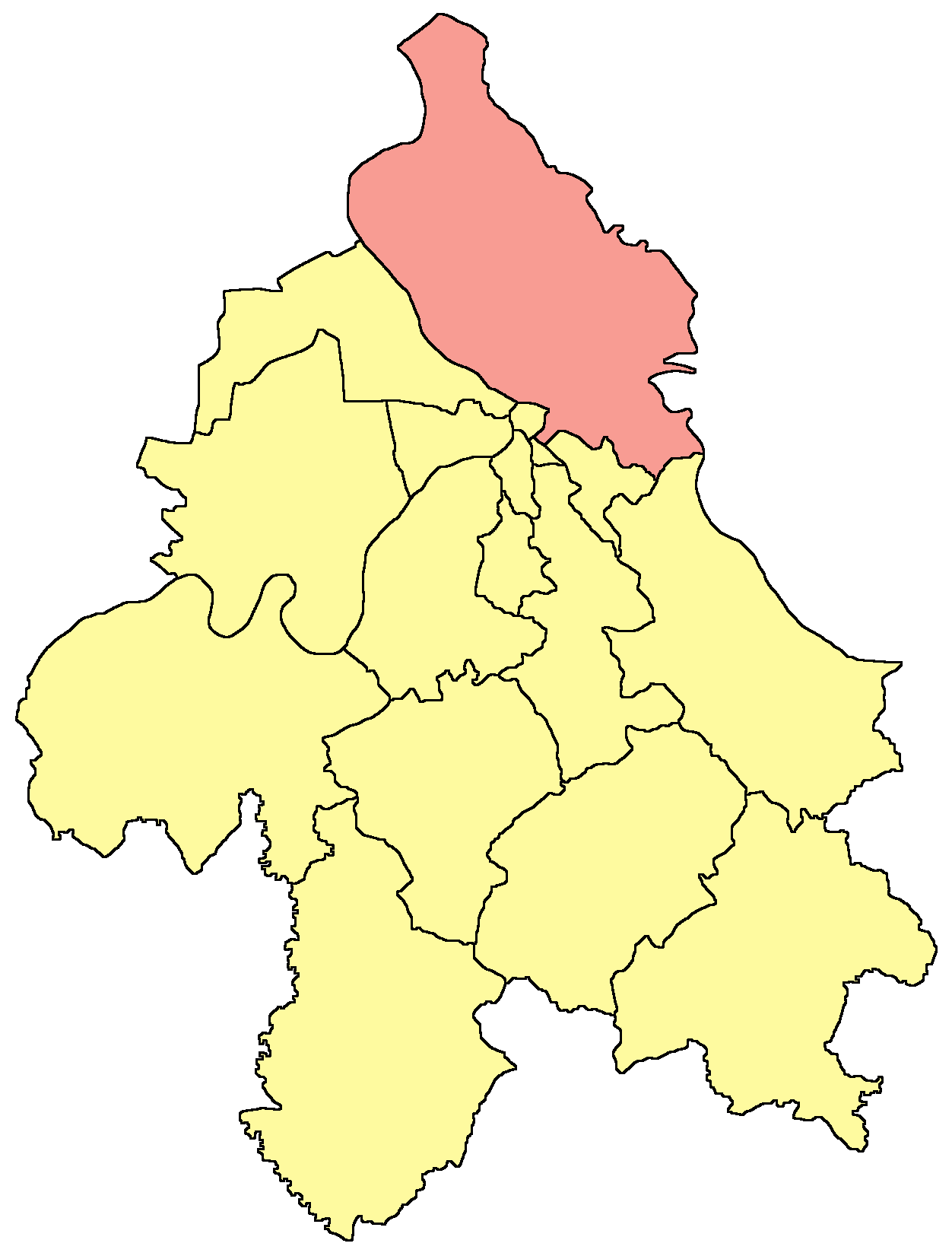
Localisation de la municipalité de Palilula dans le district de Belgrade

Vrbovski (en serbe cyrillique : Врбовски) est un faubourg de Belgrade, la capitale de la Serbie. Il est situé dans la municipalité de Palilula, district de Belgrade.

## Localisation
Vrbovski, une sous-localité dépendant de Padinska Skela, est située au nord de Palilula, dans la partie de la municipalité qui se trouve dans la région du Banat, à 33 km au nord du centre-ville de Belgrade. La localité se trouve dans le marais de Pančevački rit, au bord du canal de Kišvara, à 8 km à l'ouest de Besni Fok et du Zrenjaninski put, la route qui relie la capitale serbe à la ville de Zrenjanin, dans la province de Voïvodine. Elle se trouve également à 3 km de la rive gauche du Danube.

## Histoire
Vrbovski a été créé après la Seconde Guerre mondiale dans la perspective d'une bonification des terres du Pančevački rit. La localité doit son nom au commandant d'une compagnie de soldats russes qui défendirent le secteur au début de la Seconde Guerre mondiale et qui furent tués par les nazis.